# قائمة أطول الكهوف في العالم

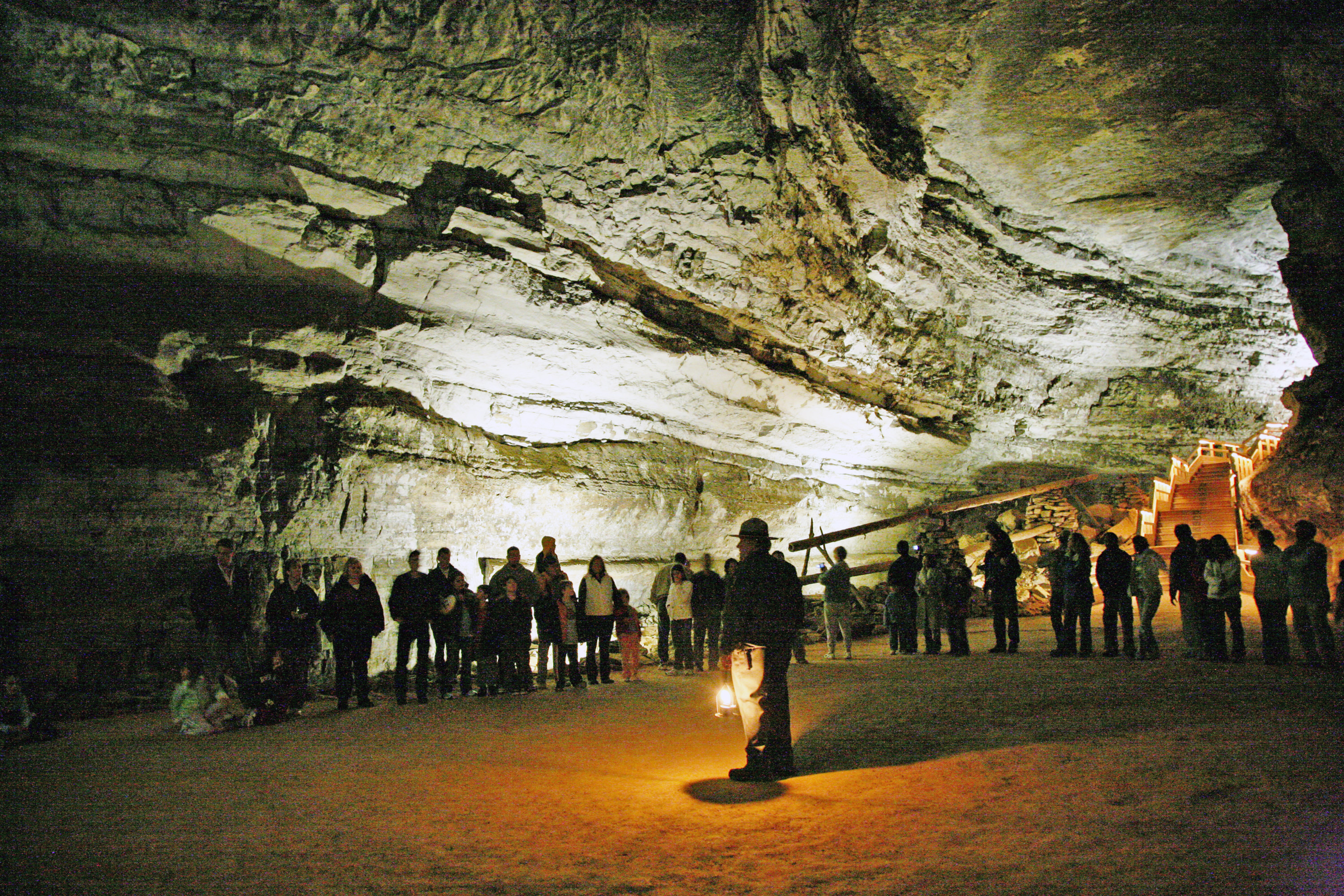
كهف الماموث أطول كهف في العالم

قائمة أطول كهوف العالم هذه قائمة تحتوي على أطول 10 كهوف في العالم مُعتمدة على طول الممرات التي اكتشفت في هذه الكُهوف، مع العِلم أنَّ الاكتشافات ما زالت جارية حتى الآن، وتستند هذه القائمة على أحدث البيانات التي أمكن الحُصول عليها.

## التوزيع الجُغرافي
تتواجد الكهوف في جميع أنحاء العالم، ولكنها تتواجد بشكل أكبر في الأراضي ذات الصخور الكارستية التي تتآكل بسهولة مما يُساعد في تشكُلها، كما أنَّ تشكل الكهوف يحتاج لعوامل مُساعدة كهطول كميات كافية من الأمطار، ووجود نباتات وحيوانات تُساعد في إنتاج كميات كافية من ثنائي أكسيد الكربون. يتركز وجود أطول كهوف العالم في هضية بينيرويل في جنوب ولاية كنتاكي في الولايات المتحدة، وَفي بلاك هيلز في داكوتا الجنوبية في الولايات المتحدة، وفي شبه جزيرة يوكاتان في المكسيك.
| الكهف                       | الطول                | الموقع                                            | الاكتشاف | الحدائق المرتبطة بها، والمحميات                                                     |
| --------------------------- | -------------------- | ------------------------------------------------- | -------- | ----------------------------------------------------------------------------------- |
| كهف الماموث                 | 651.8 كم (405.0 ميل) | بالقرب مِن براونزفيل، كنتاكي، الولايات المتحدة     | 1791     | حديقة كهف الماموث الوطنية، وَيُعد موقع تراث عالمي، وضمن برنامج الإنسان والمحيط الحيوي |
| نظام ساك أكتون/نظام دوسوخوس | 335.0 كم (208.2 ميل) | بالقُرب مِن تولوم، كوينتانا رو، المكسيك             | 1987     | لا يُوجد                                                                             |
| كهف الجوهرة                 | 289.8 كم (180.1 ميل) | بالقُرب مِن كستر، داكوتا الجنوبية، الولايات المتحدة | 1900     | النصب التذكاري لجوهرة الكهف                                                         |
| نظام أوكس بيلا              | 257.1 كم (159.8 ميل) | بالقُرب مِن تولوم، كوينتانا رو، المكسيك             | 1996     | المناطق الجنوبية من برنامج الإنسان والمحيط الحيوي في سيان كان                       |
| كهف أوبتيميستيتشنا          | 236.0 كم (146.6 ميل) | بالقُرب مِن كوروليفكا، أوكرانيا                     | 1966     | لا يُوجد                                                                             |
| كهف الرياح                  | 229.7 كم (142.7 ميل) | هت سبرينغز، داكوتا الجنوبية، الولايات المتحدة     | 1881     | حديقة كهف الرياح الوطنية                                                            |
| كهف ليتشوجويلا              | 222.6 كم (138.3 ميل) | بالقُرب مِن كارلسباد، نيومكسيكو، الولايات المتحدة   | 1900     | حديقة كهوف كارلسباد الوطنية                                                         |
| كهف المياه النقية           | 215.3 كم (133.8 ميل) | ميري، سراوق، ماليزيا                              | 1978     | حديقة جبل مولو الوطنية، وَيُعد موقع تراث عالمي                                        |
| نظام كهف فيشر ريدج          | 200.5 كم (124.6 ميل) | بالقرب مِن براونزفيل، كنتاكي، الولايات المتحدة     | 1981     | لا يُوجد                                                                             |
| كهف هولوتش                  | 200.4 كم (124.5 ميل) | موتاثال، سويسرا                                   | 1875     | لا يُوجد                                                                             |